# 阿井莉沙
阿井 莉沙（あい りさ、本名：荻野 莉沙（おぎの りさ）、1987年9月10日 - ）は、日本の女優、歌手。所属事務所は、REAL MANAGEMENT。

## 来歴・人物
- 神奈川県出身。
- 堀越高等学校卒業、亜細亜大学経営学部卒業。
- 身長157cm[2]、血液型B型。
- 実家暮らしで、一人っ子である。
- 友人にTiAやフルーツポンチの村上健志がいる。
- dream在籍時は、唯一レンタル移籍という形であり、他のメンバーと所属事務所が違っていた。
- ランジェリーブランド「RosarySeduction」を2017年春に立ち上げるに際し、20歳過ぎた頃に、アパレルでの店頭販売員をしていたことと、その後、ブランドの企画に入り物作りを学んでいたこと、また、下着ブランドでフィッティングの勉強もしていたことをブログで明らかにした。

## 略歴
- 2001年頃、都内某所でフォスターにスカウトされ、その後、雑誌、TVなど活動開始。
- 2002年春頃、事務所からdreamの新メンバーオーディションを勧められる。歌が好きで、ダンスにも興味があったので受け合格。オーディション時に歌った曲は松浦亜弥の「♡桃色片想い♡」である。
- 2002年7月7日 - 加入。dream No.02。
- 2004年3月28日 - dream卒業。
- 2005年1月31日 - 『お笑い登龍門』にアンタッチャブルとのユニット「恋のダイアル090」で女子高生ボーカル役で出演。
- 2005年9月23日 - インディペンデントレーベル（インディーズ）からアルバム『ラブ・ハイウェイ』でソロデビュー。
- 2006年4月 - 亜細亜大学に進学。
- 2007年12月 - デビュー以来所属していたフォスターを退社。
- 2008年9月 - プラチナムプロダクションへ移籍し活動再開。
- 2008年11月 - オフィシャルブログ“LOVE”開設。
- 2010年 - ソニー・ミュージックアーティスツに移籍。
- 2012年 - ソニー・ミュージックアーティスツを退社。
- 2013年7月 - アービングに移籍[3]。
- 2016年12月8日 - オフィシャルブログにて、本名の荻野莉沙名義でランジェリーブランド「RosarySeduction」を2017年春に立ち上げることを明らかにした[1]。
- 2019年3月頃、REAL MANAGEMENTに移籍[2]。

## 出演

### テレビ
- 利家とまつ〜加賀百万石物語〜（2002年、NHK） - 初 役
- GO!GO!HEAVEN!（2005年、テレビ東京） - ミカエル 役
- Sh15uya（2005年2月、テレビ朝日） - ハル役
- 劇団演技者。 インテリジェンス（2006年、フジテレビ） - アリス 役
- デビルシャドー（2007年1月 - 4月、tvk、KBS京都ほか） - 主演・神崎澪 役
- SUKI!SUKI!フロンターレ（2011年1月 - 、iTSCOM）
- 爆笑そっくりものまね紅白歌合戦スペシャル（2011年3月18日、フジテレビ[4][5]）
- 湘南少女（2011年4月、J:COM）
- Disco Train（2013年7月14日 - 、TOKYO MX） - トレインガールズ
- 趣味バカ（2013年10月4日 - 、サンテレビ） - コーナー出演およびナレーション
- SAKURA〜事件を聞く女〜 第8話（2014年12月8日、TBS） - 成宮早紀 役
- 黒い十人の女 最終話（2016年12月2日、読売テレビ） - 浦上の愛人 役

### テレビアニメ
- 妖怪ウォッチ（2014年 - 2019年、フササ、ミカちゃん〈山口美佳〉、セラピアハート、ロゼッタ、さやか 他）- 2シリーズ [6]
- 妖怪ウォッチ シャドウサイド（2018年、女子、女子大生B、店員）

### 劇場アニメ
- 映画 妖怪ウォッチ 誕生の秘密だニャン!（2014年、少年ビート）
- 映画 妖怪ウォッチ 空飛ぶクジラとダブル世界の大冒険だニャン!（2016年、フササ）

### ラジオ
- 阿井莉沙と堀みづきのブリリアント タイム（2017年4月11日 ‐ 2018年3月27日、ラジオ日本） - メインパーソナリティー

### 舞台
- 10か月〜The last 10months〜（2005年12月）
- 櫻の園（2007年6月24日 - 7月1日、青山円形劇場）
- ミュージカル 研修医魂（ル テアトル銀座）
- 蒼穹のファフナー FACT AND RECOLLECTION（2010年12月16日、シアターグリーンBIG TREE THEATER） - 遠見真矢 役
- ザッパー熱風隊プロデュース「Bark in the Bar〜バーで吠えろ〜2」（2011年4月18日 - 5月30日、Copastic Cafe Dining＆Bar六本木）週一月曜公演

### 映画・オリジナルビデオ
- オーバードライヴ（2004年）
- 嫌われ松子の一生（2006年）
- 気仙沼伝説（2006年）
- スピードマスター（2007年）
- 僕の彼女はサイボーグ（2008年）
- 喧嘩番長（2008年）

### ゲーム
- 妖怪ウォッチ3 スシ/テンプラ/スキヤキ（フササ、アンナちゃん〈渋谷アンナ〉、サム、ドロシー）
- 妖怪ウォッチバスターズ2 秘宝伝説バンバラヤー ソード/マグナム（ロゼッタ）

## 音楽
アルバム
- ラブ・ハイウェイ（2005年9月23日）